# Туртас (посёлок)
Турта́с — посёлок в Уватском районе Тюменской области России. Административный центр Туртасского сельского поселения.
Самый крупный населённый пункт Уватского района (2017).

## География
Расположен на левом берегу реки Туртас, в 26 км к югу от центра района (33 км по автодорогам), в 25 км от устья реки Туртас. Неподалеку от посёлка реку Туртас пересекает федеральная автодорога Р404 (Тюмень — Ханты-Мансийск). По территории посёлка проходит ветка железной дороги «Тюмень — Сургут — Новый Уренгой» (станция Юность-Комсомольская). Население 5392 человека (2016 год).

## Инфраструктура
В Туртасе имеется средняя школа, дворец культуры, детский сад, хоккейный корт, гостиница, участковая больница, почта России.

## История
История посёлка Туртас связана со Столыпинской аграрной реформой. В начале XX века крестьяне из густонаселённых районов европейской части России получили возможность переселиться в малозаселённые области Сибири. Первые сведения о поселении относятся к 1910 году, когда был образован переселенческий участок Чебунтанский. В 1911 году началось строительство т.н. Царского тракта от деревни Маулень до реки Туртас общей протяженностью 34,5 версты. Сейчас часть Царского тракта является улицей в Туртасе. Первыми жителями Чебунтана ещё до Первой мировой войны стали Верзяковы, Новосёловы, Кожевниковы, Семёновы, Канаевы и другие.
Новый этап развития посёлка связан с политикой коллективизации, когда в 1931 году в посёлок приехали семьи спецпереселенцев, раскулаченных крестьян из южных районов Курганской, Свердловской и Челябинской областей. В начале 30-х годов посёлок расширился в несколько раз, были построены посёлки-спутники. Была организована промартель «Красный маяк»,  которая занималась производством телег, саней, бочек, дуг, лукошек, снеговых лопат, граблей. Также были открыты медпункт, школа, курсы «ликбез», организован колхоз.
В 1937-1940-х годах почти всё старшее поколение посёлка было репрессировано и погибло в тюрьмах и лагерях.
В 1970-х годах были открыты: библиотека, больница, кирпичный завод, лесхоз. Организовано центральное электроснабжение. В 1982 году автодорога с твёрдым покрытием связала посёлок с Тобольском и Сургутом.

## Население
| 2002  | 2010  | 2012  | 2013  | 2014  | 2015  | 2016  |
| ----- | ----- | ----- | ----- | ----- | ----- | ----- |
| 5082  | ↗5397 | ↘5391 | ↗5414 | ↗5436 | ↗5438 | ↘5392 |
| 2017  | 2018  | 2019  | 2020  | 2021  |       |       |
| ↘5379 | ↘5376 | ↘5351 | ↗5391 | ↘5120 |       |       |

## Религия
Храм в честь Казанской иконы Божией Матери. Построен в 1990-х годах, действует.

## Люди, связанные с посёлком
Жанна Агузарова (1962) — советская и российская певица. Родилась в Туртасе.